# Barwienie bakterii
Barwienia bakterii – techniki stosowane w mikrobiologii, których celem jest umożliwienie obserwacji bakterii w mikroskopie świetlnym celem oceny ich wielkości, kształtu oraz niektórych cech morfologicznych. Barwienie jest konieczne ze względu na słaby stopień załamywania promieni świetlnych przez komórki bakterii.
Ze względu na to, co podlega barwieniu, wyróżnia się:
- barwienie negatywne – polegające na barwieniu tła, a bakterie pozostają niezabarwione, np. czerwienią kongo, nigrozyną, tuszem chińskim
- barwienie pozytywne – polegające na barwieniu bakterii, z których przygotowany jest preparat np. błękitem metylenowym, zielenią malachitową, fuksyną, safraniną, barwnikiem Giemsy.

Natomiast ze względu na ilość barwników zastosowanych przy barwieniu, wyróżnia się barwienie proste (z użyciem jednego barwnika) oraz barwienie złożone (stosowanie kilku barwników w określonej kolejności). Barwienie złożone ma większe znaczenie, gdyż umożliwia określenie nie tylko kształtu bakterii, ale także pozwala ocenić jej niektóre cechy morfologiczne. Przykładem barwienia złożonego jest barwienie według metody Grama, metody Ziehl-Neelsena (bakterie kwasooporne), metody Schaeffera-Fultona, metody Neissera (Maczugowce).
Technika każdego barwienia polega na pokrywaniu szkiełka podstawowego (z naniesionym i utrwalonym preparatem) barwnikiem na określony czas, a następnie spłukiwaniu poszczególnych barwników wodą przed dodaniem następnych. Czasami w zależności od metody stosuje się także takie substancje jak alkohol, czy płyn Lugola, a także podgrzewanie preparatu nad palnikiem. Preparat po wysuszeniu obserwuje się pod imersją.
Wyróżnić można także barwienie bakterii przyżyciowe (rzadkie) i pozażyciowe (częściej stosowane).